# Вук, Алина
Алина Эмилия Вук (рум. Alina Emilia Vuc; род. 4 октября 1993, Решица) — румынская спортсменка, специализирующаяся на вольной борьбе, серебряный призёр чемпионатов мира 2017 и 2019 годов, участница двух Олимпиад.

## Карьера
На чемпионате Европы 2016 года в финале проиграла азербайджанке Марии Стадник, заняв в итоге второе место.
На Олимпийских играх 2016 года в 1/16 финале проиграла индианке Винеш Пхогат.
На чемпионате Европы 2017 года в полуфинале проиграла азербайджанке Марии Стадник и завоевала бронзовую медаль.
На чемпионате мира 2017 года выиграла серебро, в финале проиграв японке Юи Сусаки.
На чемпионате Европы 2018 года в Каспийске в финале проиграла азербайджанке Марии Стадник.
На предолимпийском чемпионате планеты в Казахстане в 2019 году в весовой категории до 50 кг Алина завоевала серебряную медаль и получила олимпийскую лицензию для своего национального Олимпийского комитета.